# Guarapiche
Guarapiche je rijeka na sjeveroistoku Venezuele. Pritoka je rijeke San Juan i pripada slijevu zaljeva Paria.

## Riječni tijek
Rijeka izvire u kanjonu Puertas de Miraflores u planinskom lancu Turimiquire. Rijeka utiče u rukavac Caño Francés koji se kratko nakon toga spaja s rijekom San Juan, u blizini njenog ušća u zaljev Paria.

## Zagađenje
U veljači 2012., u šumama mangrova na ušću rijeke je došlo do izlijevanja nafte.

## Vanjske poveznice
|  | Zajednički poslužitelj ima još gradiva o temi Guarapiche |

- Map of river basin  Arhivirana inačica izvorne stranice od 2. ožujka 2012. (Wayback Machine)